# Fatukabelak
Fatukabelak (deutsch „Flacher Stein“) ist eine osttimoresische Siedlung im Suco Foho-Ai-Lico (Verwaltungsamt Hato-Udo, Gemeinde Ainaro).
Der Weiler befindet sich im Nordosten der Aldeia Ainaro-Quic auf einer Meereshöhe von 57 m. Nördlich liegt das Dorf Rate Cnua Bahawain und südlich das Dorf Bobe. Östlich von Fatukabelak fließt der Caraulun, der Grenzfluss zum Suco Betano.